# Encarta
Microsoft Encarta è stata una enciclopedia multimediale per Windows prodotta da Microsoft dal 1993 al 2009.

## Storia
Dopo la produzione su CD-ROM nel 1985 della prima enciclopedia multimediale, l'Academic American Encyclopedia, nel 1993 Microsoft diede vita ad Encarta, ottenendo i diritti (non esclusivi) per la pubblicazione in formato digitale degli articoli provenienti dall'enciclopedia Funk & Wagnalls, che continuò ad essere stampata in maniera indipendente da Encarta fino alla chiusura alla fine degli anni novanta (nel 1997). Il nome Encarta fu coniato per la Microsoft da un'agenzia pubblicitaria, che sosteneva che suonasse meglio di Funk & Wagnalls.
Negli anni ottanta Microsoft aveva inizialmente cercato di trovare un accordo per l'acquisizione dell'Encyclopædia Britannica, ricevendo un rifiuto dagli editori, che si sentivano forti delle vendite dell'enciclopedia. Nel 1996 la Benton Foundation fu costretta a cedere la proprietà dell'Encyclopædia Britannica, nel momento in cui quest'ultima non fu più in grado di competere con le vendite di Encarta.
L'anno prima, nel 1995, l’enciclopedia Encarta venne dichiarata miglior prodotto educativo dalla rivista statunitense Pc Gamer.
Verso la fine degli anni novanta Microsoft rilevò anche la Collier's Encyclopedia e la New Merit Scholar's Encyclopedia da Macmillan Publishers, inglobandole all'interno di Encarta; pertanto, quest'ultima può essere considerata l'erede delle prime due, oltre che dell'enciclopedia Funk and Wagnalls: nessuna di queste enciclopedie cartacee è infatti sopravvissuta all'avvento di quelle elettroniche.
A partire dal luglio 2006, Websters Multimedia, una sussidiaria con sede a Bellevue, della società editrice londinese Websters International Publishers, si è occupata della manutenzione di Encarta, per conto di Microsoft.
Nel mese di marzo del 2009, Microsoft ha annunciato che il 31 ottobre 2009 (il 31 dicembre per la versione giapponese) avrebbe chiuso il sito web di Encarta e non avrebbe più fornito i servizi legati a questo prodotto; in più, a partire da giugno 2009, le versioni Encarta Student ed Encarta Premium non sarebbero state più vendute. L'azienda ha giustificato la chiusura di Encarta con i profondi cambiamenti nelle modalità di ricerca delle informazioni. Gli aggiornamenti per Encarta sono stati garantiti fino ad ottobre 2009, mentre gli abbonati al servizio MSN Encarta Premium sono stati rimborsati.

## Descrizione
La versione completa, disponibile su supporti CD-ROM o DVD-ROM, poteva essere consultata anche tramite Internet dietro pagamento di un abbonamento annuale. Alcuni articoli dell'enciclopedia potevano essere consultati gratuitamente sul sito, ma accompagnati da messaggi pubblicitari.
Esistevano edizioni di Encarta in varie lingue, sia in rete Internet che su supporto digitale; ad esempio, la versione completa in lingua inglese, Encarta Premium, conteneva più di 62 000 voci. Oltre a quella inglese, Encarta veniva pubblicata anche nelle edizioni in tedesco, francese, spagnolo, olandese, italiano, portoghese e giapponese. Il contenuto di ciascuna versione in lingua locale era differente, in quanto il numero di articoli era variabile, mentre alcuni di essi potevano provenire da similari prodotti nazionali: ad esempio, la versione olandese comprendeva articoli provenienti dall'enciclopedia Winkler Prins.
Tra le edizioni speciali che troviamo nelle varie versioni di Encarta troviamo Africana, nata nel 1999 e giunta almeno alla Third Edition nel 2001, che funziona in modo pressappoco simile a quella standard ma ricoprente l'Africa e la sua storia, geografia, cultura e altro.
L'ultima versione su supporto digitale è Encarta 2009 nella quale è inclusa anche Encarta Kids, un'enciclopedia che, sia per linguaggio che per contenuti, è appositamente progettata per un pubblico di bambini. Contiene inoltre un atlante mondiale, che permette di esplorare le varie parti del globo, e più di 36 000 voci periodicamente aggiornate, che toccano tutti i campi del sapere. Le voci sono collegate a file multimediali, tra i quali 19 000 tra foto e illustrazioni, 270 video, 2 700 clip audio e un atlante interattivo con oltre 1 800 000 toponimi. Encarta includeva anche Web Companion, che visualizzava collegamenti ad Internet correlati alla ricerca che si effettuava e vari giochi istruttivi fatti per divertire ed insegnare.
La versione on-line dell'enciclopedia, Encarta Online, conteneva poco più di 60 000 voci aggiornate periodicamente e circa 25 000 file multimediali oltre l'atlante interattivo con il quale era possibile visitare virtualmente le regioni più remote del mondo. Secondo una ricerca di Hitwise, Encarta Online raccoglieva l'1,27% del traffico di categoria, preceduta dall'edizione inglese di Wikipedia, che raccoglieva invece il 96,69% del traffico.
Nel mese di marzo del 2009 Microsoft ha annunciato la chiusura definitiva delle versioni su disco e on-line di Encarta.

## Loghi

Logo utilizzato dal 2006 al 2009